# Stadion Cvijetni Brijeg
El Stadion Cvijetni Brijeg es un estadio dedicado única y exclusivamente a la práctica del fútbol que se encuentra situado en la ciudad de Podgorica, capital del país balcánico de Montenegro. En este estadio disputa sus partidos como local el Fudbalski Klub Mladost Podgorica que en la actualidad juega en Segunda División. El estadio tiene una superficie de juego de 105 x 70 metros de césped natural y capacidad para 1500 espectadores todos sentados. El estadio fue reconstruido por completo en el 1997 por lo que en la actualidad se encuentra en buen estado.